# Ніколь Фессель
Ніколь Фессель (нім. Nicole Fessel, 19 травня 1983) - німецька лижниця. 
Фессель виступає на міжнародній арені з 2000. Найбільші її успіхи на етапах Кубка світу - три другі місця: в командному спринті в 2009, в естафеті в березні 2010 та в гонці переслідування вільним стилем у 2010.